# گری ایلمان
گری ایلمان (به انگلیسی: Gary Ilman) (زادهٔ ۱۳ اوت ۱۹۴۳) شناگر اهل ایالات متحده آمریکا است.